# ستيفاني بورنس
ستيفاني بورنس (بالإنجليزية: Stephanie Burns)‏ هي كيميائية أمريكية، ولدت في 24 يناير 1955 في تورينغتون في الولايات المتحدة. هي كيميائية أمريكية مختصة بمركبات السيليكون العضوية وامرأة أعمال، شغلت منصب الرئيسة والمديرة التنفيذية لمؤسسة داو كورنينغ من 2003-2011. وعملت أيضًا كرئيسة فخرية لجمعية الصناعة الكيميائية.

## حياتها المبكرة وتعليمها
وُلدت بيرنز لوالدها أستاذ اللغة الإنجليزية والتاريخ ووالدتها وكيلة العقارات، في مدينة تورينغتون في ولاية وايومنغ. تخرجت بدرجة البكالوريوس من جامعة فلوريدا الدولية في ميامي، وحصلت على درجة الدكتوراه في الكيمياء العضوية من جامعة ولاية أيوا، قبل البدء في دراسات ما بعد الدكتوراه في جامعة مونبلييه في فرنسا.

## المهنة
انضمت بيرنز إلى داو كورنينغ في عام 1982 في فرنسا كباحثة ومختصة في كيمياء السيليكون العضوي، وهي دراسة لمركبات مصنوعة من الكربون والسيليكون. أجرت الكثير من العمل في السيليكون، واكتشفت طرقًا جديدة لصنع المطاط المقاوم للحرارة، ويعود الفضل إليها في اختراع بوليمر جديد يحتوي على السيليكون، إذ حصلت على براءة اختراع فيه. عملت تدريجياً حتى أصبحت مديرة شركات داو كورنينغ، وفي عام 1994 تم تعيينها مديرة لصحة المرأة وكانت جزءًا من فريق إدارة الفصل 11. انتقلت إلى بروكسل في عام 1997 بعد تعيينها مديرة العلوم والتكنولوجيا في أوروبا.
بعد عودة بيرنز إلى الولايات المتحدة في عام 2000، تم تعيينها نائبة الرئيس التنفيذي للشركة، وبعد ثلاث سنوات أصبحت رئيستها، وهي أول امرأة تفعل ذلك. شغلت منصب الرئيسة والمديرة التنفيذي لشركة داو كورنينغ، من فبراير 2003 حتى تقاعدها في 31 ديسمبر 2011. كما شغلت منصب مديرة العمليات من يناير 2004، ورئيسة مجلس الإدارة من يناير 2006 حتى تقاعدها، لتحل محل غاري إ. أندرسون (بالإنجليزية: Gary E. Anderson).

## خدمتها في المجالس والمنصات
عملت بيرنز أيضًا كرئيسة فخرية لجمعية الصناعة الكيميائية، وكرئيسة لمجلس الكيمياء الأمريكي، وفي العديد من المجالس، بما في ذلك معهد ميتشيغان الجزيئي وجمعية أبحاث صحة المرأة.

## وصلات خارجية
- ستيفاني بورنس على موقع إن إن دي بي (الإنجليزية)